# Petro Ruçi
Petro Ruçi (Tirana, 3 marzo 1957 – 2 luglio 2009) è stato un calciatore albanese, di ruolo difensore.

## Carriera
Il 30 marzo 1983 giocò l'incontro Albania-Germania Ovest conclusosi per 1-2.